# Agalliopsis huachucae
Agalliopsis huachucae är en insektsart som beskrevs av Paul W. Oman 1933. Agalliopsis huachucae ingår i släktet Agalliopsis och familjen dvärgstritar. Inga underarter finns listade i Catalogue of Life.